# Oculocytheropteron
Oculocytheropteron is een geslacht van kreeftachtigen uit de klasse van de Ostracoda (mosselkreeftjes).

## Soorten
- Oculocytheropteron acutangulum (Hornibrook, 1952) Bate, 1972
- Oculocytheropteron albomaculatum (Whatley & Downing, 1984) McKenzie, Reyment & Reyment, 1991 †
- Oculocytheropteron amphora
- Oculocytheropteron assimile (Brady, 1880) Bate, 1972
- Oculocytheropteron australopunctatarum McKenzie, Reyment & Reyment, 1991 †
- Oculocytheropteron aviformum McKenzie, Reyment & Reyment, 1993 †
- Oculocytheropteron circumcostatum Ramos, Coimbra, Whatley & Moguilevsky, 1999
- Oculocytheropteron confusum (Hornibrook, 1952) Bate, 1972
- Oculocytheropteron curvicaudum (Hornibrook, 1952) Bate, 1972
- Oculocytheropteron delicatum Ramos, Coimbra, Whatley & Moguilevsky, 1999
- Oculocytheropteron dividentum (Hornibrook, 1952) Bate, 1972
- Oculocytheropteron ferrierei Milhau, 1993 †
- Oculocytheropteron fornix (Hornibrook, 1952) Bate, 1972
- Oculocytheropteron gaussi (Mueller, 1908) Bate, 1972
- Oculocytheropteron grantmackiei Milhau, 1993 †
- Oculocytheropteron improbum (Hornibrook, 1952) Bate, 1972
- Oculocytheropteron lowheadense Blaszyk, 1987 †
- Oculocytheropteron macropunctatum Whatley, Chadwick, Coxill & Toy, 1988
- Oculocytheropteron mascarade Ayress & Rathburn
- Oculocytheropteron megalops McKenzie, Reyment & Reyment, 1993 †
- Oculocytheropteron melicerion Whatley, Chadwick, Coxill & Toy, 1988
- Oculocytheropteron microfornix Whatley & Downing, 1984 †
- Oculocytheropteron micropunctatum Whatley, Chadwick, Coxill & Toy, 1988
- Oculocytheropteron mosaica (Swanson, 1969) Swanson, 1979 †
- Oculocytheropteron nodosum (Brady, 1868) Bate, 1972
- Oculocytheropteron parawellmani (Whatley & Downing, 1984) McKenzie, Reyment & Reyment, 1991 †
- Oculocytheropteron pintoi Coimbra, Carreño & Michelli, 1999
- Oculocytheropteron praeantarcticum (Chapman, 1914) Mckenzie, 1982 †
- Oculocytheropteron praenuntatum Bate, 1972 †
- Oculocytheropteron probum Hornibrook, 1952 †
- Oculocytheropteron rakusai Blaszyk, 1987 †
- Oculocytheropteron raybatei Mckenzie, 1984 †
- Oculocytheropteron reticulopunctatum Whatley, Chadwick, Coxill & Toy, 1988
- Oculocytheropteron terecaudum (Hornibrook, 1952) Bate, 1972 †
- Oculocytheropteron tinctum McKenzie, Reyment & Reyment, 1993 †
- Oculocytheropteron vertex (Hornibrook, 1952) Bate, 1972 †
- Oculocytheropteron wellingtoniense (Brady, 1880)
- Oculocytheropteron wilmablomae